# Martín Payero
Martín Payero, né le 11 septembre 1998 à Pascanas (en) en Argentine, est un footballeur argentin qui joue au poste de milieu central à l'Udinese Calcio.

## Biographie

### Carrière en club

#### CA Banfield
Formé au CA Banfield en Argentine, Martín Payero joue son premier match dans le championnat argentin le 5 décembre 2017 contre le CA San Martín. Il entre en jeu en cours de partie et son équipe s'incline par deux buts à un. Il connaît sa première titularisation le 3 février 2018 face au CA Tucumán (0-0).

#### CA Talleres
Le 2 août 2019 Martín Payero est prêté au CA Talleres. Il joue son premier match pour le club le 17 août suivant face au CA Central Córdoba en championnat. Il entre en jeu lors de ce match où les deux équipes se neutralisent (1-1). Le 3 novembre 2019 il inscrit son premier but en donnant la victoire aux siens face au Newell's Old Boys (1-0).

#### Middlesbrough FC
Le 5 août 2021, Martín Payero rejoint le Middlesbrough FC.

#### Boca Juniors
Le 14 juillet 2022, Martín Payero est prêté à Boca Juniors pour une saison.

#### Udinese Calcio
Le 1er septembre 2023, Martín Payero rejoint l'Italie afin de s'engager en faveur de l'Udinese Calcio. Il signe un contrat courant jusqu'en juin 2027.